# サント＝レオカディー
サント＝レオカディー（Sainte-Léocadie、カタルーニャ語:Santa Llocaia）は、フランス、オクシタニー地域圏ピレネー＝オリアンタル県のコミューン。

## 人口統計
| 1962年 | 1968年 | 1975年 | 1982年 | 1990年 | 1999年 | 2007年 |
| ------ | ------ | ------ | ------ | ------ | ------ | ------ |
| 77     | 74     | 74     | 81     | 116    | 140    | 138    |

参照元:INSEE · 

## 史跡
- サント＝レオカディー教会 - ロマネスク様式。1960年より歴史文化財指定されている。
- カル・マテウ - 18世紀初頭に建てられた、憲兵の住宅。歴史文化財であり、現在はセルダーニュ博物館所有。